# 17-й всероссийский чемпионат по тяжёлой атлетике
17-й всероссийский чемпионат по тяжёлой атлетике прошёл 2 — 5 января 1913 года в Санкт-Петербурге в зале общества «Санитас». В соревнованиях приняли участие 19 спортсменов из семи городов. Впервые в истории российских чемпионатов атлеты были разделены на три весовые категории. Участники выступали в шести дисциплинах. За выполнение упражнений по французской системе спортсмены получали надбавку 10 %. Победитель определялся по сумме результатов во всех дисциплинах.
| Место                     | Участник                          | Жим двумя руками (кг) | Толчок двумя руками (кг) | Рывок двумя руками (кг) | Толчок одной рукой (кг) | Рывок правой (кг)     | Рывок левой (кг)      | Сумма (кг)            |
| Лёгкий вес (до 70 кг)     | Лёгкий вес (до 70 кг)             | Лёгкий вес (до 70 кг) | Лёгкий вес (до 70 кг)    | Лёгкий вес (до 70 кг)   | Лёгкий вес (до 70 кг)   | Лёгкий вес (до 70 кг) | Лёгкий вес (до 70 кг) | Лёгкий вес (до 70 кг) |
| ------------------------- | --------------------------------- | --------------------- | ------------------------ | ----------------------- | ----------------------- | --------------------- | --------------------- | --------------------- |
| 1                         | Пётр Херудзинский Петербург       | 69,6                  | 109,3                    | 73,7                    | 64,7                    | 58,5                  | 58,5                  | 434,3                 |
| 2                         | Александр Баранов Нижний Новгород | 77,8                  | 92,8                     | 66,5                    | 60,5                    | 50,1                  | 50,1                  | 397,2                 |
| 3                         | Адольф Шварц Петербург            | 69,6                  | 85,9                     | 66,5                    | 60,5                    | 50,1                  | 50,1                  | 382,7                 |
| Средний вес (до 80 кг)    |                                   |                       |                          |                         |                         |                       |                       |                       |
| 1                         | Павел Кюн Ашхабад                 | 81,9                  | 104,3                    | 77,8                    | 64,7                    | 56,5                  | 54,5                  | 439,7                 |
| 2                         | Яков Ахиллес Петербург            | 81,9                  | 100,3                    | 66,5                    | 60,5                    | 54,5                  | 52,5                  | 416,2                 |
| 3                         | Олег Тупиков Петербург            | 77,8                  | 96,3                     | 71,7                    | 54,5                    | 48,3                  | 48,3                  | 396,9                 |
| Тяжёлый вес (свыше 80 кг) |                                   |                       |                          |                         |                         |                       |                       |                       |
| 1                         | Ян Краузе Рига                    | 101,3                 | 133,6                    | 103,2                   | 109,0                   | 77,8                  | 64,7                  | 590,2                 |
| 2                         | Николай Лукин Мариуполь           | 112,0                 | 125,4                    | 96,3                    | 91,4                    | 67,8                  | 64,7                  | 557,6                 |
| 3                         | Аркадий Александрович Петербург   | 90,0                  | 114,6                    | 86,8                    | 74,9                    | 67,8                  | 62,7                  | 496,8                 |